# Дзеим, царь джиннов
«Дзеим, царь джиннов, или Верная раба» (итал. Zeim, re de' geni) — сказочная пьеса (фьяба) итальянского драматурга Карло Гоцци, впервые поставленная в Венеции в 1765 году. Стала частью драматургического цикла, над которым Гоцци начал работать в ходе полемики с Карло Гольдони и Пьетро Кьяри, соединяя в нём элементы сказки, бытового реализма и буффонады. Действие пьесы происходит на условном Востоке, но при этом в числе действующих лиц — персонажи итальянской комедии дель арте. «Дзеим» был написан в стиле первых фьяб (автор здесь стремился к зрелищности и занимательности) и стал последней фьябой Гоцци. После него драматург перешёл к комедиям «плаща и шпаги» в испанском стиле.
Главные герои пьесы — члены семьи царя Суффара, которым грозят суровые испытания. Царь джиннов Дзеим, покровительствующий этому роду, знает, что, если дети царя не претерпят предназначенные им страдания, тяжёлая участь выпадет 10 следующим поколениям.